# XAI
Az X.AI Corp., üzleti nevén xAI, egy amerikai közhasznú vállalat, amely a mesterséges intelligencia (AI) területén dolgozik. 2023 márciusában alapította Elon Musk, és kimondott célja, hogy „megértsük az univerzum valódi természetét”.

## Története
Az xAI-t Musk alapította Nevadában 2023. március 9-én, és azóta a kaliforniai San Francisco Bay Area-ban van a központja. 2023-ban Musk a Google DeepMind egységéhez korábban kapcsolódó Igor Babuschkint vette fel főmérnöknek, aki korábban a Google DeepMind egységéhez tartozott.
Musk hivatalosan 2023. július 12-én jelentette be az xAI megalakulását, A dátumot (7 + 12 + 23 = 42) Douglas Adams Galaxis útikalauz stopposoknak című könyvéhez kötötte,, amelyben egy szuperszámítógép kiszámolja, hogy az „élet, az univerzum és minden” végső kérdésére a válasz 42; valamint a vállalat küldetéséhez, hogy „megértsük az univerzumot”.
2023 decemberében egy amerikai tőzsdefelügyelet (SEC) által benyújtott bejelentésben az xAI elárulta, hogy 134,7 millió dolláros külső finanszírozást szerzett az összesen akár 1 milliárd dolláros összegből. A bejelentés ellenére Musk később az X-en keresztül azt állította, hogy az xAI nem keresett semmilyen finanszírozást.
2024 májusában az xAI a hírek szerint 6 milliárd dolláros finanszírozást keresett. Még ugyanebben a hónapban a vállalat különböző kockázati tőkecégek, köztük az Andreessen Horowitz, a Lightspeed Venture Partners, a Sequoia Capital és a Tribe Capital támogatását is megszerezte.
2024 májusában Musk azt jósolta, hogy a mesterséges intelligencia a legtöbb munkahelyet feleslegessé teszi, ami magas egyetemes alapjövedelmet tesz szükségessé.
2024 júniusában a Greater Memphis Chamber bejelentette, hogy az xAI a világ legnagyobb szuperszámítógépének, a Colossusnak a megépítését tervezi a Tennessee állambeli Memphisben. 2024 decemberében a szuperszámítógép 122 napos építkezés után teljesen üzembe állt. A memphisi helyi önkormányzat aggodalmának adott hangot a megnövekedett, csúcsidőben 150 megawattos áramfelhasználás miatt, és amíg a várossal való megállapodás kidolgozása folyamatban van, a vállalat 14 VoltaGrid hordozható földgázüzemű generátort telepített az áramellátás ideiglenes fokozására. A környezetvédők szerint a gázturbinák nagy mennyiségű, légszennyezést okozó gázt bocsátanak ki, és az xAI a szükséges engedélyek nélkül, illegálisan üzemeltette a turbinákat.
2024 augusztusától Musk nagyszámú Nvidia chipet irányított át a Tesla, Inc. által rendeltek közül az X és xAI számára.
2024. december 23-án az xAI további 6 milliárd dollárt gyűjtött egy többek között a Fidelity, a BlackRock és a Sequoia Capital által támogatott finanszírozási körben, így a teljes finanszírozása meghaladta a 12 milliárd dollárt.
2025. február 10-én az xAI és más befektetők ajánlatot tettek az OpenAI felvásárlására 97,4 milliárd dollárért.
2025. március 17-én az xAI felvásárolta a Hotshot nevű startupot, amely mesterséges intelligencia alapú videógeneráló eszközökön dolgozik.
2025. március 28-án Elon Musk bejelentette, hogy az xAI felvásárolta az X Corp. testvérvállalatát, az X platform fejlesztőjét, amelyet Musk már korábban, 2022 októberében felvásárolt. Az ügylet, amely egy teljes egészében részvényekből álló tranzakció volt, 33 milliárd dollárra értékelte az X-et, a teljes értékbecslés pedig 45 milliárd dollárra, ha figyelembe vesszük a 12 milliárd dolláros adósságot. Eközben magát az xAI-t 80 milliárd dollárra értékelték.